# Melicertes

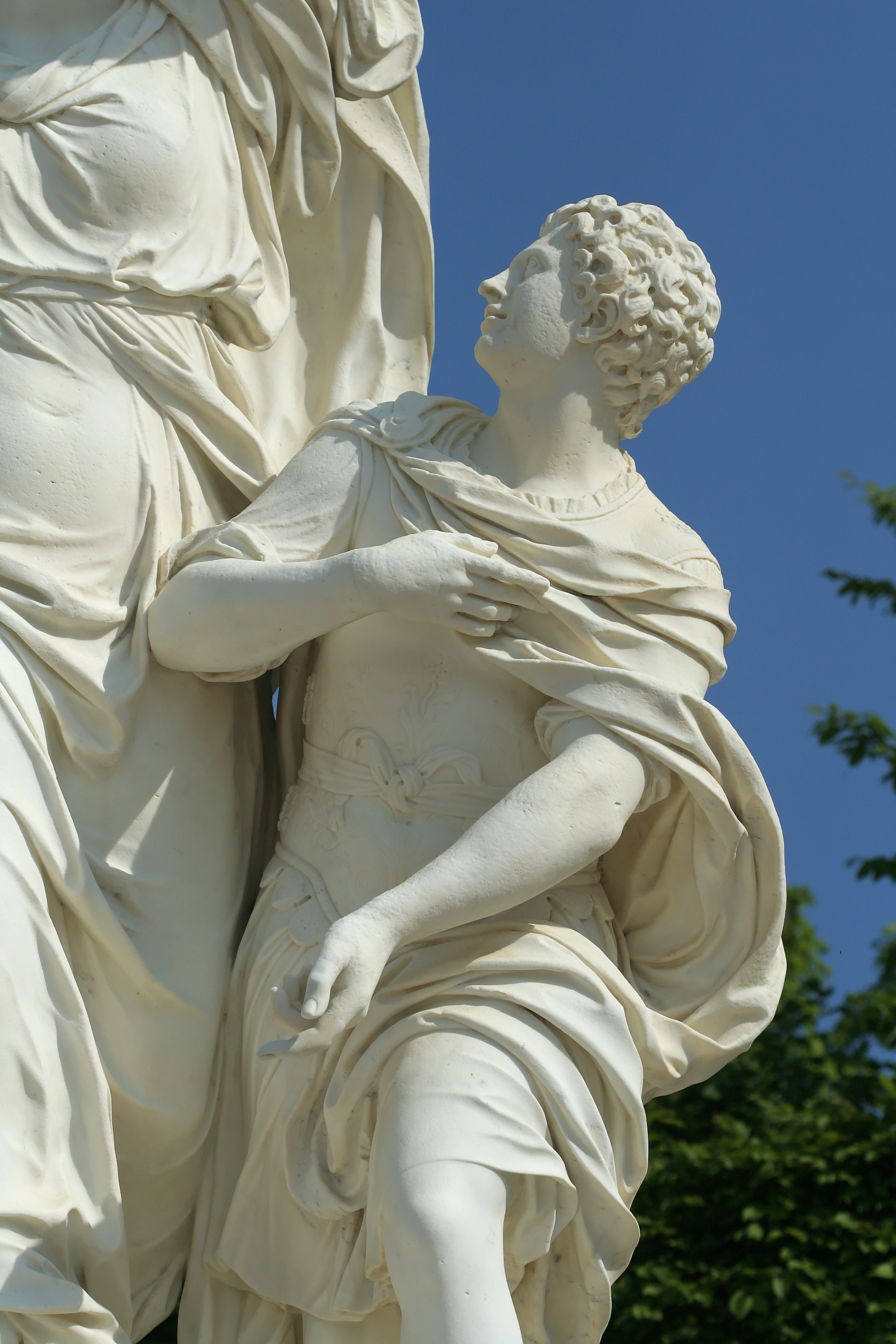
Melicertes

Melicertes, na mitologia grega, foi um dos filhos de Atamante e Ino, que foi deificado após ser morto (ou quase morto) pela própria mãe.

## Antepassados
Atamante era filho de Éolo e Enarete  e rei da Beócia. Ino era filha de Cadmo e Harmonia, filha dos deuses olímpicos Ares e Afrodite.
Atamante havia casado antes com Nefele, com quem teve dois filhos, Frixo e Hele. Ino e Atamante tiveram dois filhos, Learco e Melicertes. Ino fez um plano contra os filhos de Nefele: na hora da semeadura, ela molhou o trigo, o que fez com que a colheita anual fosse um fracasso. Atamante mandou mensageiros ao Oráculo de Delfos, mas Ino havia instruído os mensageiros a dizer que Frixo deveria ser sacrificado a Zeus. Nefele, que tinha recebido um carneiro com o velo de ouro de Hermes, usou-o para voar para longe, levando Frixo e Hele; Hele, porém, caiu no mar, na região que seria chamada de Helesponto.

## Nascimento de Dionísio
Zeus engravidou Sêmele, filha de Cadmo e Harmonia, sem o conhecimento de Hera, e prometeu a Sêmele que esta poderia pedir o que quisesse; enganada por Hera, ela pediu que Zeus se mostrasse a ela na sua forma real, como ela se mostrava para Hera. Sem poder recusar, Zeus aparece em uma carruagem de raios e trovões, e Sêmele morre, por causa do susto; Zeus pega o bebê prematuro de seis meses, e o cria na sua coxa. As irmãs de Sêmele, porém, disseram que ela tinha engravidado de um mortal, falsamente acusando Zeus de tê-la assassinado com um raio.
Na hora de Dioniso nascer, Zeus desfez os pontos, e entregou o bebê a Hermes, que o entregou a Ino e seu marido Atamante, ordenando que ele fosse criado como uma menina. Mas Hera fez Atamante enlouquecer, e matar seu filho Learco, confundindo-o com um veado; Ino, sem seguida, matou o outro filho Melicertes, e se jogou, com o filho morto, no fundo do mar.

## Outros irmãos
Atamante foi banido da Beócia e, perguntando ao deus onde devia morar, recebeu do oráculo a instrução que deveria morar onde ele fosse alimentado por animais selvagens; ele encontrou um grupo de lobos devorando ovelhas, mas quando os lobos o viram, fugiram, deixando a sua presa. Atamante se estabeleceu neste lugar, chamou-o de Athamantia, casou-se com Temisto, filha de Hipseu, e teve mais quatro filhos, Leucon, Erythrius, Esqueneu e Ptous.

## Deificação
Pela graça de Liber Pater,  quando Ino se jogou no mar com seu filho Melicertes, eles foram transformados, respectivamente, nos deuses Leucótea (para os romanos, Mater Matuta) e Palaemon (para os romanos, Portunus).
Segundo Nicanor de Cirene, citado por Ateneu de Náucratis em sua análise da origem do peixe glauco, Glauco foi o novo nome de Melicertes.